# The Fable of the Sorrows of the Unemployed and the Danger of Changing from Bill to Harold
The Fable of the Sorrows of the Unemployed and the Danger of Changing from Bill to Harold è un cortometraggio muto del 1915 diretto da Richard Foster Baker.
Il soggetto è tratto da una storia dello scrittore e commediografo George Ade.

## Produzione
Il film fu prodotto dalla Essanay Film Manufacturing Company.

## Distribuzione
Distribuito dalla General Film Company, il film - un cortometraggio di una bobina - uscì nelle sale cinematografiche USA il 20 ottobre 1915.